# Diocesi di Saint-Étienne
La diocesi di Saint-Étienne (in latino Dioecesis Sancti Stephani) è una sede della Chiesa cattolica in Francia suffraganea dell'arcidiocesi di Lione. Nel 2022 contava 473.000 battezzati su 603.000 abitanti. È retta dal vescovo Sylvain Bataille.

## Territorio
La diocesi comprende il dipartimento francese della Loira, escluso l'arrondissement di Roanne che appartiene all'arcidiocesi di Lione.
Sede vescovile è la città di Saint-Étienne, dove si trova la cattedrale di San Carlo Borromeo.
Il territorio è suddiviso in 25 parrocchie.

## Storia
L'idea di creare una diocesi a Saint-Étienne, separata dall'arcidiocesi di Lione, sorse già nell'Ottocento quando, per l'accresciuta importanza assunta dalla città, il 25 luglio 1855 divenne capoluogo del dipartimento della Loira in sostituzione della città di Montbrison. Il 27 ottobre 1856 il consiglio municipale di Saint-Étienne fece richiesta alle autorità civili che la loro città divenisse sede di una diocesi; la domanda è ripetuta nel 1869 presso la prefettura.
Nel settembre 1873 l'arcivescovo di Lione Jacques-Marie-Achille Ginoulhiac convocò un sinodo diocesano, dove era prevista una discussione sull'eventuale creazione di una nuova diocesi. Ma all'ultimo momento, questo punto dell'ordine del giorno venne ritirato. Tuttavia, su richiesta dello stesso Ginoulhiac, nel 1875 la Santa Sede nominò Odon Thibaudier vescovo ausiliare con residenza a Saint-Étienne. Ma già l'anno successivo Thibaudier venne nominato alla sede di Soissons. Da questo momento, Saint-Étienne ebbe unicamente un pro-vicario rappresentante dell'arcivescovo lionese.
Nel 1917 la Santa Sede nominò dopo oltre quarant'anni un vescovo ausiliare nella persona di Hyacinthe-Jean Chassagnon, con l'obbligo della residenza in Saint-Étienne (cum onere residentiae in oppido St. Etienne). A lui succedettero altri vescovi ausiliari residenti: Etienne Irénée Faugier (1922-1928), Jean Delay (1928-1937), Etienne Bornet (1937-1958).
Nel frattempo continuarono le istanze per la creazione di una diocesi. Nel 1958 il cardinale lionese Pierre-Marie Gerlier istituì una speciale commissione per lo studio della questione. Dopo la morte di papa Pio XII, che si era opposto alla creazione di una nuova diocesi, a Lione vennero nominati nello stesso giorno (17 dicembre 1959) un vescovo coadiutore con diritto di successione, Jean-Marie Villot, e un vescovo ausiliare, Marius-Félix-Antoine Maziers. A quest'ultimo furono demandati i seguenti offici per la città e il dipartimento di Saint-Étienne: nomina dei parroci e dei vicari parrocchiali; nomina a tutti gli altri uffici ecclesiastici; autorizzazione alla costruzione di nuove chiese; direzione dell'Azione cattolica. Nel suo lavoro Maziers era coadiuvato da un proprio consiglio episcopale, distinto da quello di Lione. Trasferito a Bordeaux, fu sostituito nel 1968 da Paul-Marie François Rousset.
Il 22 ottobre 1968 il nunzio apostolico Paolo Bertoli installò a Lione una speciale commissione interdiocesana per lo studio di diverse questioni, tra cui l'erezione della diocesi di Saint-Étienne. In seguito al lavoro della commissione, il consiglio presbiterale di Lione, nell'aprile 1970, dette il suo parere favorevole all'erezione della diocesi; nel giugno successivo, i vescovi coinvolti nei cambiamenti, fecero espressa richiesta a Roma della nascita della nuova sede episcopale.
Così, finalmente, dopo un lungo percorso durato più di un secolo, il 26 dicembre 1970, giorno della festa di santo Stefano protomartire, con la bolla Signa temporum papa Paolo VI eresse la diocesi di Saint-Étienne, con territorio ricavato da quello dell'arcidiocesi di Lione. Il 23 febbraio successivo fu nominato primo vescovo Paul-Marie François Rousset, ultimo vescovo ausiliare per Saint-Étienne.
Nel 1988 e nel 1999 papa Giovanni Paolo II ha canonizzato due sacerdoti originari della diocesi: il missionario Jean-Louis Bonnard, morto in Vietnam e celebrato assieme ai Martiri del Vietnam, e Marcellin Champagnat, fondatore dei Fratelli maristi delle scuole.

## Cronotassi dei vescovi
Si omettono i periodi di sede vacante non superiori ai 2 anni o non storicamente accertati.
- Paul-Marie François Rousset, Ist. del Prado † (23 febbraio 1971 - 28 settembre 1987 dimesso)
- Pierre Jacques Joatton, Ist. del Prado † (20 aprile 1988 - 28 giugno 2006 ritirato)
- Dominique Lebrun (28 giugno 2006 - 10 luglio 2015 nominato arcivescovo di Rouen)
- Sylvain Bataille, dal 18 maggio 2016

## Statistiche
La diocesi nel 2022 su una popolazione di 603.000 persone contava 473.000 battezzati, corrispondenti al 78,4% del totale.
| anno | popolazione | popolazione | popolazione | presbiteri | presbiteri | presbiteri | presbiteri                | diaconi | religiosi | religiosi | parrocchie |
| anno | battezzati  | totale      | %           | numero     | secolari   | regolari   | battezzati per presbitero | diaconi | uomini    | donne     | parrocchie |
| ---- | ----------- | ----------- | ----------- | ---------- | ---------- | ---------- | ------------------------- | ------- | --------- | --------- | ---------- |
| 1980 | 500.000     | 587.333     | 85,1        | 384        | 325        | 59         | 1.302                     |         | 163       | 548       | 263        |
| 1990 | 515.000     | 598.000     | 86,1        | 309        | 261        | 48         | 1.666                     | 3       | 161       | 367       | 268        |
| 1999 | 450.000     | 578.843     | 77,7        | 249        | 207        | 42         | 1.807                     | 16      | 123       | 264       | 142        |
| 2000 | 445.000     | 588.903     | 75,6        | 244        | 206        | 38         | 1.823                     | 17      | 112       | 298       | 45         |
| 2001 | 442.000     | 575.540     | 76,8        | 236        | 201        | 35         | 1.872                     | 18      | 104       | 295       | 45         |
| 2002 | 442.000     | 575.540     | 76,8        | 223        | 194        | 29         | 1.982                     | 20      | 95        | 263       | 45         |
| 2003 | 442.000     | 575.540     | 76,8        | 216        | 180        | 36         | 2.046                     | 20      | 90        | 257       | 45         |
| 2004 | 442.000     | 575.540     | 76,8        | 187        | 153        | 34         | 2.363                     | 22      | 88        | 233       | 32         |
| 2010 | 455.000     | 591.000     | 77,0        | 184        | 163        | 21         | 2.472                     | 30      | 54        | 157       | 31         |
| 2014 | 464.000     | 591.628     | 78,4        | 162        | 137        | 25         | 2.864                     | 34      | 59        | 122       | 31         |
| 2017 | 470.387     | 600.037     | 78,4        | 150        | 123        | 27         | 3.135                     | 31      | 51        | 108       | 31         |
| 2020 | 474.100     | 603.400     | 78,6        | 117        | 87         | 30         | 4.052                     | 33      | 58        | 83        | 30         |
| 2022 | 473.000     | 603.000     | 78,4        | 77         | 62         | 15         | 6.142                     | 36      | 38        | 80        | 25         |